# Leonel Liberman
Leonel Andrés Liberman (Ciudad Autónoma de Buenos Aires, Argentina, 26 de mayo de 1972) es un ex-futbolista argentino. Jugaba como Mediocampista y su último club fue America Football Club.

## Trayectoria
Sus primeros pasos como futbolista fue en el ascenso jugando para All Boys, pero a la temporada siguiente, en 1991 y con 19 años, Argentinos Juniors lo llevó a la máxima categoría. No debutó, pero llamó la atención de Racing que terminó comprando su pase en 1993 como una promesa a futuro pero estuvo apenas un año la Academia donde no disputó ningún encuentro en el torneo local. Solamente jugó cuatro partidos entre Copa Centenario y amistosos.
Desde 1994 hasta el 2000 pasó por cinco países en siete equipos diferentes: el Deportes Arica chileno, Maccabi Petah-Tikvah y Hapoel Jerusalem FC de Israel, Técnico Universitario de Ecuador, Independiente Santa Fe colombiano y cerró su gira en Unión Central y Oriente Petrolero de Bolivia. En el primer equipo boliviano, un humilde club de Tarija, fue considerado ídolo. Anotó 24 goles y llamó la atención de uno de los más grandes de aquel país, aunque no volvió a correr la misma suerte en el albiverde, donde convirtió un solo gol.
Sin embargo, el fútbol argentino le volvió a dar una nueva chance a los 28 años, cuando pudo cumplir con su cuenta pendiente de debutar en Primera. Almagro, recién ascendido, se ilusionó en contar con el hombre que había dejado una buena imagen en Unión Central. Solo jugó 9 partidos en Primera División con el tricolor, sin marcar goles.
En 2004 recaló en Chacarita Juniors en la B Nacional donde solo jugó 3 partidos. Luego estuvo en Bolívar, Náutico, Deportivo Cuenca y Defensor Sporting Club. En sus últimos dos años de carrera decidió jugar en equipos de países donde ya había estado.

## Clubes
| Club                   | País      | Año       |
| ---------------------- | --------- | --------- |
| All Boys               | Argentina | 1990      |
| Argentinos Juniors     | Argentina | 1991-1992 |
| Racing Club            | Argentina | 1993-1994 |
| Deportes Arica         | Chile     | 1994      |
| Maccabi Petah-Tikvah   | Israel    | 1995-1996 |
| Hapoel Jerusalem FC    | Israel    | 1997      |
| Técnico Universitario  | Ecuador   | 1998      |
| Independiente Santa Fe | Colombia  | 1998      |
| Unión Central          | Bolivia   | 1999      |
| Oriente Petrolero      | Bolivia   | 2000      |
| Almagro                | Argentina | 2000      |
| Bolívar                | Bolivia   | 2001      |
| Náutico                | Brasil    | 2002      |
| Deportivo Cuenca       | Ecuador   | 2002-2003 |
| Defensor Sporting Club | Uruguay   | 2003      |
| Chacarita Juniors      | Argentina | 2004      |
| Emelec                 | Ecuador   | 2004      |
| Guarani                | Brasil    | 2004      |
| Santamarina            | Argentina | 2005-2006 |
| America-RJ             | Brasil    | 2006-2008 |